# Affaire Hallyday-Delajoux
L'affaire Hallyday-Delajoux survient après la seconde opération du chanteur Johnny Hallyday par le neurochirurgien Stéphane Delajoux, le 26 novembre 2009. 

## Chronologie des événements
Le 24 octobre 2008, Johnny Hallyday est opéré du dos par le docteur Stéphane Delajoux, à la clinique Monceau. Il sort de clinique le lendemain et s'envole, quelques jours plus tard, pour la Chine, où il doit commencer le tournage du film Vengeance de Johnnie To.
Un an plus tard, le 26 novembre 2009, le chanteur est une seconde fois opéré à Paris par le même docteur, d'une hernie discale.
Le 1er décembre 2009, Johnny Hallyday est à Los Angeles, où il est hospitalisé d'urgence au Centre médical Cedars-Sinai, sur Beverly Boulevard, le 7 décembre.
Le 10 décembre 2009, il est réopéré du dos, à la suite d'une infection postopératoire. À deux reprises, le chanteur est mis – jusqu'au 14 décembre – en état de coma artificiel.
Entretemps, le climat se dégrade entre l'entourage du chanteur et le neurochirurgien, mis en cause par les proches d'Hallyday, notamment par son producteur Jean-Claude Camus, ce qui donne lieu à une action en justice de la part du neurochirurgien.
Le Quotidien du médecin publie les réactions du docteur Delajoux, contacté par téléphone, qui selon eux a déclaré : « Aucune erreur, aucune anomalie n'a été décelée à aucun moment (...) ; le départ pour Los Angeles à J+5, ne présentait aucune contre-indication médicale ».
Des experts médicaux sont nommés par les assureurs et une procédure judiciaire est engagée. Au cours de l'opération du docteur Delajoux, la dure-mère a été sectionnée, peu grave en soi, cet incident n'est pas signalé dans son compte rendu opératoire. Quelques jours plus tard, le producteur Jean-Claude Camus annonce l'annulation de la troisième et dernière partie de la tournée Tour 66 qui devait reprendre début janvier.
Johnny Hallyday sort de l'hôpital le 23 décembre 2009.
Début 2010, Johnny entame une longue convalescence à Los Angeles.
 Le 23 mai 2010, il est de retour en France, pour une série d'examens et d'entretiens avec les experts médicaux à l’hôpital du Kremlin-Bicêtre.
Le magazine L'Express publie, le 26 mai 2010, des extraits du dossier médical de Johnny Hallyday ; s'appuyant sur ce document, le magazine écrit que le chanteur n'a jamais été en « danger de mort », relativise la prétendue responsabilité du chirurgien français et attribue la mise sous coma artificiel du chanteur à son addiction à l'alcool.
Cette publication déclenche une polémique, provoque la réaction indignée d'une vingtaine de députés dénonçant une violation du secret médical et de Michel Cymes, médecin ORL, et présentateur du Magazine de la santé sur France 5, qui met en cause l'attitude de l'hebdomadaire et sa publication uniquement à charge contre le chanteur. Christophe Barbier, directeur de la rédaction, soutient que : « L'Express n'a fait que son devoir ».
Quelques jours plus tard, Le Point publie à son tour des extraits du dossier médical du chanteur qui relativise les précédentes affirmations de L'Express et met a contrario en évidence, selon eux, certaines failles dans l'information et le suivi médical.
Un premier rapport, remis par les experts en juillet, souligne que l'opération en soi s'est déroulée dans les règles de l'art et met en évidence un défaut d'information du praticien au patient. Un document qui fait l'objet d'interprétations divergentes entre les deux parties et divise une fois encore la presse.
 Le 30 septembre, les experts rendent leur rapport et confirment que si l'opération n'est caution à aucune critique particulière, il n'en va pas de même du suivi postopératoire.
En mars 2011, Johnny Hallyday saisit le Conseil de l'Ordre des médecins.
 En octobre, le docteur Delajoux, voulant être totalement blanchi, se déclare « contre tout arrangement à l'amiable ». Ce même mois, les assureurs de Johnny Hallyday assignent le docteur Delajoux devant le Tribunal de Grande Instance de Paris. Une première audience a lieu le 5 décembre 2011.
En février 2012, la presse annonce qu'un accord global a été trouvé entre les avocats des deux parties et les assureurs. Ledit accord – sur lequel chacun reste très discret – met un point final à l'affaire.

## Crédits
- Cet article est partiellement ou en totalité issu de l'article intitulé « Johnny Hallyday » (voir la liste des auteurs).
- Cet article est partiellement ou en totalité issu de l'article intitulé « Stéphane Delajoux » (voir la liste des auteurs).